# Chambly (district électoral du Canada-Uni)
Pour les articles homonymes, voir Chambly.
Circonscription électorale provinciale du Canada
Chambly est un district électoral de l'Assemblée législative de la province du Canada.

## Liste des députés
| Années | Années      | Député                                 | Affiliation       |
| ------ | ----------- | -------------------------------------- | ----------------- |
|        | 1841 - 1843 | John Yule                              | Tory              |
|        | 1843 - 1844 | Louis Lacoste                          | Canadien-français |
|        | 1844 - 1848 | Louis Lacoste                          | Canadien-français |
|        | 1848 - 1849 | Pierre Beaubien                        | Canadien-français |
|        | 1849 - 1851 | Louis Lacoste                          | Réformiste        |
|        | 1851 - 1854 | Louis Lacoste                          | Réformiste        |
|        | 1854 - 1858 | Noël Darche                            | Rouge             |
|        | 1858 - 1861 | Louis Lacoste                          | Bleu              |
|        | 1861 - 1863 | Charles-Eugène Boucher de Boucherville | Bleu              |
|        | 1863 - 1867 | Charles-Eugène Boucher de Boucherville | Bleu              |